# Aracely de Paula
Aracely de Paula (Ibiá, 3 de junho de 1941 – São Paulo, 17 de abril de 2023) foi um advogado, pecuarista e político brasileiro filiado ao Partido da República.

## Carreira
Foi vereador em Araxá (1967-1972) e prefeito da mesma cidade (1975-1983 e 1987-1991). Foi eleito deputado federal por Minas Gerais por seis vezes, sendo a última em 2010.
Em novembro de 2014, assumiu como prefeito de Araxá-MG, em razão da cassação de Jeová Moreira, prefeito eleito em 2012 para o quadriênio 2013/2016.

## Morte
Aracely morreu no dia 17 de abril de 2023, aos 81 anos. Em 2022, ele chegou a ser internado duas vezes, primeiro, devido a um quadro de hemorragia intestinal, depois, por complicações devido a uma cirurgia feita para corrigir esse problema. A causa da morte não foi informada. 